# Solutigyra
Solutigyra is een geslacht van weekdieren uit de klasse van de Gastropoda (slakken).

## Soort
- Solutigyra reticulata Warén & Bouchet, 1989